# Тактаров, Николай Григорьевич
Николай Григорьевич Тактаров (род. 6 августа 1948) — советский и российский учёный, математик, доктор физико-математических наук (1989), профессор (1990), член-корреспондент Российской академии естественных наук (1995), заслуженный деятель науки Республики Мордовия (1995).

## Биография
Окончил математический факультет Мордовского госуниверситета по специальности «математика» в 1971, затем аспирантуру по кафедре гидромеханики механико-математического факультета МГУ в 1974, там же в 1976 защитил кандидатскую диссертацию, а докторскую диссертацию защищал в Ленинградском государственном университете в 1989. Обе диссертации был посвящены теме «Механика жидкости, газа и плазмы». В 1981 становится доцентом, профессор по кафедре теоретической механики с 1990. С 1974 последовательно ассистент, старший преподаватель, доцент, с 1983 заведует кафедрой теоретической механики математического факультета Мордовского университета. С 2000 профессор математики Саранского кооперативного института, с 2011 профессор Мордовского государственного педагогического института. Вёл учебную работу по теоретической механике на инженерных факультетах (в том числе, строительном) и на математическом факультете, также читал курс общей физики (механику, термодинамику, электродинамику), специальные курсы по механике сплошных сред, гидроаэромеханике, математическому моделированию. Также руководил дипломниками и аспирантами, защитившими впоследствии диссертации. Занимается популяризацией естественных наук в периодической печати, на радио и телевидении. Имеет художественно-литературные произведения, опубликованные в периодической печати.

## Публикации
Является автором 8 книг.
- Тактаров Н. Г. Справочник по высшей математике для студентов вузов. URSS, 2010.[2]
- Тактаров Н. Г. Теория вероятностей и математическая статистика. М.: URSS : КомКнига, 2010. ISBN 978-5-484-01114-8.[3]
- Тактаров Н. Г., Миронова С. М. Математическое моделирование волн в слое жидкого диэлектрика на пористом основании. Вестник Мордовского университета, № 4. 2010.[4]
- Тактаров Н. Г., Рунова О. А. Распад цилиндрического столба магнитной жидкости с неоднородным пористым ядром. Известия высших учебных заведений. Поволжский регион. Физико-математические науки. 2015. — № 1 (33). — С. 98–109.[5]
- Тактаров Н. Г., Рунова О. А. Вращательно-колебательное движение цилиндрического пористого тела в вязкой жидкости в рамках модели Бринкмана. Известия высших учебных заведений. Поволжский регион. Физико-математические науки. 2019. — № 1 (49). — С. 3–13.[6]